# Stefan Czesław Relich
Stefan Czesław Relich (ur. 20 lipca 1898 w Warszawie, zm. 9 kwietnia 1980 w Londynie) – oficer Wojska Polskiego, kapitan piechoty służby stałej.  

## Życiorys
Był synem Konstantego i Bronisławy ze Skarzyńskich. Brał udział w wojnie polsko-bolszewickiej. 
W 1932 był kapitanem w komendzie miasta Warszawy i we władzach garnizonu.
We wrześniu 1939 roku był komendant placówki wywiadowczej nr 10 w Tarnopolu, po kampanii wrześniowej przez Rumunię i Węgry dotarł do Francji gdzie służył w 2 Dywizji Strzelców Pieszych. Ewakuowany następnie do Wielkiej Brytanii, dołączył do 5 Brygady Kadrowej Strzelców.
Po wojnie osiedlił się w Wielkiej Brytanii, gdzie zajął się działalnością na rzecz kombatantów. Przez władze RP na uchodźstwie awansowany na stopień podpułkownika.
Był mężem Elżbiety Cecylii z Mieczkowskich, mieli dwoje dzieci.

## Awanse
- kapitan – 1 lutego 1931, ze starszeństwem z dniem 1 stycznia 1931 roku

## Ordery i odznaczenia
- Krzyż Kawalerski Orderu Odrodzenia Polski (3 maja 1969)[1]
- Medal Niepodległości (15 kwietnia 1932)[2]
- Srebrny Krzyż Zasługi (10 listopada 1928)[3]